# Якимович, Роман
Роман Якимо́вич (англ. Roman Jakimowicz, 30 апреля 1889, Юрьев-Польский — 21 января 1951, Торунь) — польский археолог, антрополог, этнограф, нумизмат и музейный работник. Педагог, профессор (1946), доктор наук (1919).

## Биография
Роман Якимович родился 30 апреля 1889 года в городе Юрьев-Польском. Окончил гимназию в Российской империи.
Образование получил в университетах Львова, Кракова и Праги. Ученик известных учёных Вл. Деметрикевича и Любора Нидерле.
С 1920 года работал консерватором доисторических памятников северо-варшавского округа польской столицы.
В 1924—1939 годах редактировал журнал «Археологические ведомости» (пол. Wiadomości Archeologiczny).
Создатель и бессменный директор Государственного археологического музея в Варшаве (1928—1939). С 1946 года — профессор университета им. Николая Коперника в Торуне.
Многолетний вице-президент Польского доисторического общества. Член Польской академии знаний.

## Научная деятельность
Профессионально занимался работами по консервации памятников истории и природы. Инициатор создания археологического заповедника в Кшемьонках Опатовских, расположенного в Бодзехуве (Островецкого повята, Свентокшиского воеводства в Польше.
Среди важнейших достижений профессора Якимовича — каталог древних городищ Силезии, a также работы на тему о происхождении серебряных украшений у славян.

### Избранная библиография
Опубликовал более 100 монографий, научных и научно-популярных работ:
- Warszawa i jej okolice w czasach przedhistorycznych (1916),
- Nierozerwalny związek między archeologią przedhistoryczną a etnografią współczesną (1916),
- Prahistoria a numizmatyka (1920),
- Przyczynki do poznania ceramiki grodziskowej (1930),
- O pochodzeniu ozdób srebrnych znajdywanych w skarbach wczesnohistorycznych (Wiadomości Archeologiczne, t. XII, 1933),
- Szlak wyprawy kijowskiej Bolesława Chrobrego w świetle archeologii. Próba ujęcia zagadnień wczesnohistorycznych Wołynia (1933),
- Kultura Śląska w zaraniu dziejów w świetle wykopalisk (1936),
- Atlas grodzisk i zamczysk śląskich (1939)
- Prehistoria ziem polskich (1948).